# Évariste Galois
Évariste Galois (Bourg-la-Reine, 1811. október 25. – Párizs, 1832. május 31.) francia matematikus, a Galois-elmélet megalkotója.

## Életpályája
Iskoláit a Lycée Louis-le-Grand-ban, majd az École normale supérieure-ön végezte. Élete során több iskolával is próbálkozott, és kéziratait is számos alkalommal próbálta különböző fórumokon megjelentetni, de ez életében nemtörtént meg. A francia politikai kavargás alatt egy nyilvános levele miatt (melyet az iskola ideiglenes bezárása ellen írt) az École-ból 1831 januárjában kicsapták. Rövid időre elment katonának (a republikánus tüzérséghez, melyet nem sokkal utána feloszlattak), majd egy utcai beszéde miatt felségsértésért letartóztatták, majd felmentették, részben fiatal korára tekintettel. Másnap (július 14-én, a Bastille napján) a volt katonai ruhájában, számos fegyverrel jelent meg egy tiltakozáson, ami miatt ismét letartóztatták, és 6 hónapra börtönbe zárták (ahol először ivott alkoholt, ahol – rabtársa szerint – megjósolta későbbi halálának körülményeit, majd öngyilkos akart lenni, amiben cellatársai akadályozták meg), mely idő alatt is dolgozott matematikai elméletein. 1832 április 29-én szabadult.
1832 május 30-án, 20 évesen párbaj során halt meg, melynek oka és körülményei tisztázatlanok maradtak; a legvalószínűbb egy szerelmi szál, de életrajzírói (leginkább Eric Temple) nem zárják ki a politikai okokból a rendőrség és a royalisták által megrendezett „párbajt” sem. Miután mellkasán lövést szenvedett mind ellenfelei mind segítője magára hagyta, és egy arra járó gazda talált rá. Másnap a Hôpital Cochin-ban hunyt el. Temetésén zavargások voltak úgy is, hogy a jelentősebb, tervezett eseményeket a szervezők (Jean Maximilien Lamarque halálának kapcsán) elhalasztották.
Utolsó szavait öccsének írt levele tartalmazta:
"Ne pleure pas, Alfred ! J'ai besoin de tout mon courage pour mourir à vingt ans !"
(Ne sírj, Alfred! Minden bátorságomra szükségem van, hogy húszévesen meghaljak!)

## Munkássága
A Gergonne-féle Annalesben a szakaszos lánctörtekről, a Liouville Journalban a számok és az algebrai egyenletek elméletéről értekezett. 
Hátrahagyott kéziratait Joseph Liouville nézte át és miután meggyőződött arról, hogy azok szakmailag hitelesek, kezdeményezésére azokat az 1846 október–novemberi Journal de Mathématiques Pures et Appliquées publikálta.
Galois vetette meg az alapjait a kombinatorikus algebra módszereinek, és fejtette ki az egyenletek algebrai megoldhatóságának kritériumát.
A Galois-elmélet az absztrakt algebra egyik meghatározó elmélete. Az elmélet kapcsolatot nyújt a testelmélet és a csoportelmélet között. Galois vívmányával a testelmélet bonyolult problémáit csoportelméleti problémákra lehet visszavezetni.
Galois eredetileg polinomegyenletek gyökeinek egymással való kapcsolatát vizsgálta, ezt próbálta permutációcsoportokkal leírni. Kéziratainak egyik leghíresebb eredménye volt az, hogy ötödfokú gyökmegoldó képlet nem létezik és hogy az ötöd- és magasabbfokú egyentelek általánosságban nem oldhatóak meg gyökökkel.
A Galois-elmélet további absztrakcióját a Galois-kapcsolatok elmélete adja.